# Canton de Samer
Le canton de Samer est une ancienne division administrative française, située dans le département du Pas-de-Calais et la région Nord-Pas-de-Calais, créé lors de l'apparition des cantons à la fin du XVIIIe siècle et disparu après le redécoupage cantonal de 2014.

## Géographie
Ce canton est organisé autour de Samer dans l'arrondissement de Boulogne-sur-Mer. Son altitude varie de 2 m (Saint-Léonard) à 199 m (Samer) pour une altitude moyenne de 53 m.

## Histoire

le canton de Samer dans l'arrondissement de Boulogne-sur-Mer

- De 1833 à 1848, les cantons de Desvres et de Samer avaient le même conseiller général. Le nombre de conseillers généraux était limité à 30 par département[1].

- Afin de tenir compte de l'évolution démographique, en 1982, le canton de Samer est divisé en deux : le canton de Samer actuel et le nouveau d'Outreau. Ce dernier est alors constitué des communes d'Outreau, de Le Portel et d'Equihen.

## Représentation

### conseillers généraux de 1833 à 2015
| Période | Période      | Identité                                   | Étiquette      | Qualité |
| ------- | ------------ | ------------------------------------------ | -------------- | --- |
| 1833    | 1846         | Augustin Gabriel Mauguet de la Sablonnière |                | Négociant Lieutenant-colonel de la Garde nationale de Boulogne                                              |
| 1846    | 1848         | Constant Chauveau-Sire                     |                | Banquier, maire de Boulogne (1848-1849), ancien conseiller d'arrondissement                                 |
| 1848    | 1864         | Antoine Baudier                            |                | Notaire, maire de Samer, conseiller d'arrondissement                                                        |
| 1864    | 1871         | Louis Antoine Moreau de Vernicourt         |                | Propriétaire, cultivateur, agronome Maire d'Outreau                                                         |
| 1871    | 1883         | Léopold Dufour                             | Droite         | Propriétaire à Hesdin-l'Abbé                                                                                |
| 1883    | 1892         | Eugène Huret-Lagache                       | Républicain    | Propriétaire à Condette                                                                                     |
| 1892    | 1925         | Georges Adam                               | Républicain AD | Propriétaire à Condette                                                                                     |
| 1925    | 1929 (décès) | Césaire Gournay-Hédouin                    | RG             | Maire du Portel (1909-1929)                                                                                 |
| 1930    | 1940         | Ernest Desclèves (1888-1950)               | SFIO           | Cheminot, syndicaliste CGT Maire d'Outreau de 1925 à 1943 Nommé conseiller départemental en 1943            |
|         |              |                                            |                | |
| 1945    | 1951         | René Mathou (1898-1954)                    | SFIO           | Cheminot, syndicaliste FO Premier Adjoint au Maire d'Outreau de 1945 à 1948 Maire d'Outreau de 1948 à 1954  |
| 1951    | 1958         | Jean Bardol                                | PCF            | Instituteur, Outreau Sénateur (1958-1973)                                                                   |
| 1958    | 1982         | Raymond Splingard                          | SFIO puis PS   | Négociant en charbon Député-suppléant de Jeannil Dumortier Sénateur (1981-1983) Maire d'Outreau (1954-1983) |
| 1982    | 2001         | Jean Bardol                                | PCF            | Instituteur Maire de Saint-Étienne-au-Mont(1971-1990) Député (1973-1981)                                    |
| 2001    | 2015         | Jean-Claude Juda                           | PCF            | Conseiller pédagogique Maire de Saint-Étienne-au-Mont(1990-2012)                                            |

### Conseillers d'arrondissement (de 1833 à 1940)
| Période                                  | Période      | Identité                              | Étiquette   | Qualité |
| ---------------------------------------- | ------------ | ------------------------------------- | ----------- | --- |
| 1833                                     | 1845         | Louis Paul Victor Destrée (1790-1872) |             | Juge de paix, conseiller municipal d'Outreau                                                                                             |
| 1845                                     | 1848         | Antoine François Baudier              |             | Notaire, maire de Samer |
|                                          |              |                                       |             | |
|                                          | 1886         | Narcisse Huret-Levillain              |             | Fabricant de ciment à Neufchâtel |
| 1886                                     | 1892         | M. Fourcroy                           |             | Propriétaire au Portel |
| 1892                                     | 1899 (décès) | Adolphe Campagne                      | Républicain | Maire de Samer |
| 1899                                     | 1904         | Georges Adam                          |             | Propriétaire à Condette |
| 1904                                     | 1925         | Césaire Gournay-Hédouin (1878-1929)   | RG          | Maire du Portel (1909-1929) |
| 1925                                     | 1926 (décès) | Gabriel Sauvage                       | Républicain | Maire de Samer |
| 24 octobre 1926                          | 1928         | Rémy Fourcroy                         | Républicain | Exploitant forestier, maire d'Hesdigneul-lès-Boulogne                                                                                    |
| 1928                                     | 1930         | Ernest Desclèves (1888-1950)          | SFIO        | Employé de chemin de fer, maire d'Outreau (1925-1943)                                                                                    |
| 16 mars 1930                             | 1940         | Émile Carpentier (1888-1948)          | SFIO        | Ouvrier au chemin de fer, secrétaire adjoint de l’Union départementale des syndicats CGT du Pas-de-Calais Conseiller municipal d'Outreau |
| 1940                                     |              |                                       |             | Les conseils d'arrondissement ont été suspendus par la loi du 12 octobre 1940 et n'ont jamais été réactivés                              |
| Les données manquantes sont à compléter. |              |                                       |             | |

## Composition
Le canton de Samer groupe 18 communes et compte 26 890 habitants (recensement de 1999 sans doubles comptes).
| Communes                | Population (2012) | Code postal | Code Insee |
| ----------------------- | ----------------- | ----------- | ---------- |
| Carly                   | 525               | 62830       | 62214      |
| Condette                | 2 675             | 62360       | 62235      |
| Dannes                  | 1 258             | 62187       | 62264      |
| Doudeauville            | 401               | 62830       | 62273      |
| Halinghen               | 279               | 62830       | 62402      |
| Hesdigneul-lès-Boulogne | 579               | 62360       | 62446      |
| Hesdin-l'Abbé           | 1 998             | 62360       | 62448      |
| Isques                  | 1 102             | 62360       | 62474      |
| Lacres                  | 161               | 62830       | 62483      |
| Nesles                  | 1 067             | 62152       | 62603      |
| Neufchâtel-Hardelot     | 3 585             | 62152       | 62604      |
| Questrecques            | 354               | 62830       | 62679      |
| Saint-Étienne-au-Mont   | 4 995             | 62360       | 62746      |
| Saint-Léonard           | 3 952             | 62360       | 62755      |
| Samer                   | 3 105             | 62830       | 62773      |
| Tingry                  | 301               | 62830       | 62821      |
| Verlincthun             | 311               | 62830       | 62845      |
| Wierre-au-Bois          | 242               | 62830       | 62888      |

## Démographie
| 1962   | 1968   | 1975   | 1982   | 1990   | 1999   | 2009 |
| ------ | ------ | ------ | ------ | ------ | ------ | ---- |
| 16 792 | 18 948 | 21 990 | 23 822 | 26 073 | 26 890 | -    |